# GNU GRUB

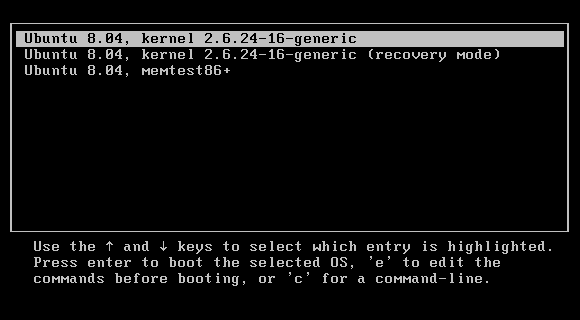

GNU GRUB on MBR-partitioned hard disk drives

GNU GRUB on GPT-partitioned hard disk drives

boot.img has the exact size of 446 Bytes and is written to the MBR (sector 0). core.img is written to the empty sectors between the MBR and the first partition, if available (for legacy reasons the first partition starts at sector 63 instead of sector 1, but this is not mandatory). The /boot/grub-directory can be located on an distinct partition, or on the /-partition.

GRUB (Grand Unified Bootloader), bootloader, är en del av GNU-projektet. GRUB har på senare år tagit över rollen som standardbootloader för de flesta Linuxoperativsystem. Till skillnad från till exempel LILO så kan GRUB läsa filsystem, vilket gör att den inte behöver konfigureras på hårddiskens blocknivå.

GRUB stöder även chainloading, vilket gör det möjligt att starta andra bootloaders. Det behövs för att kunna starta ett operativsystem som kräver en speciell bootloader för att kunna starta, till exempel Microsoft Windows. 
Den nuvarande versionen av GRUB, som kallas GRUB Legacy, uppdateras inte längre. Allt arbete läggs istället på GRUB:s efterföljare, GRUB 2. GRUB 2 skrivs om från grunden och delar ingen kod med GRUB Legacy. 

## Externa länkar

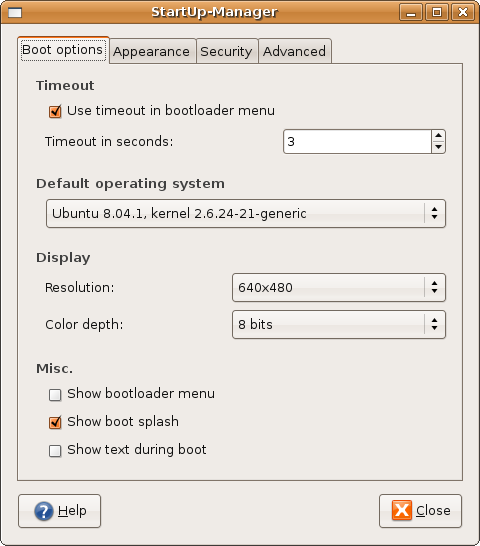
StartUp-Manager